# Quarry Bay

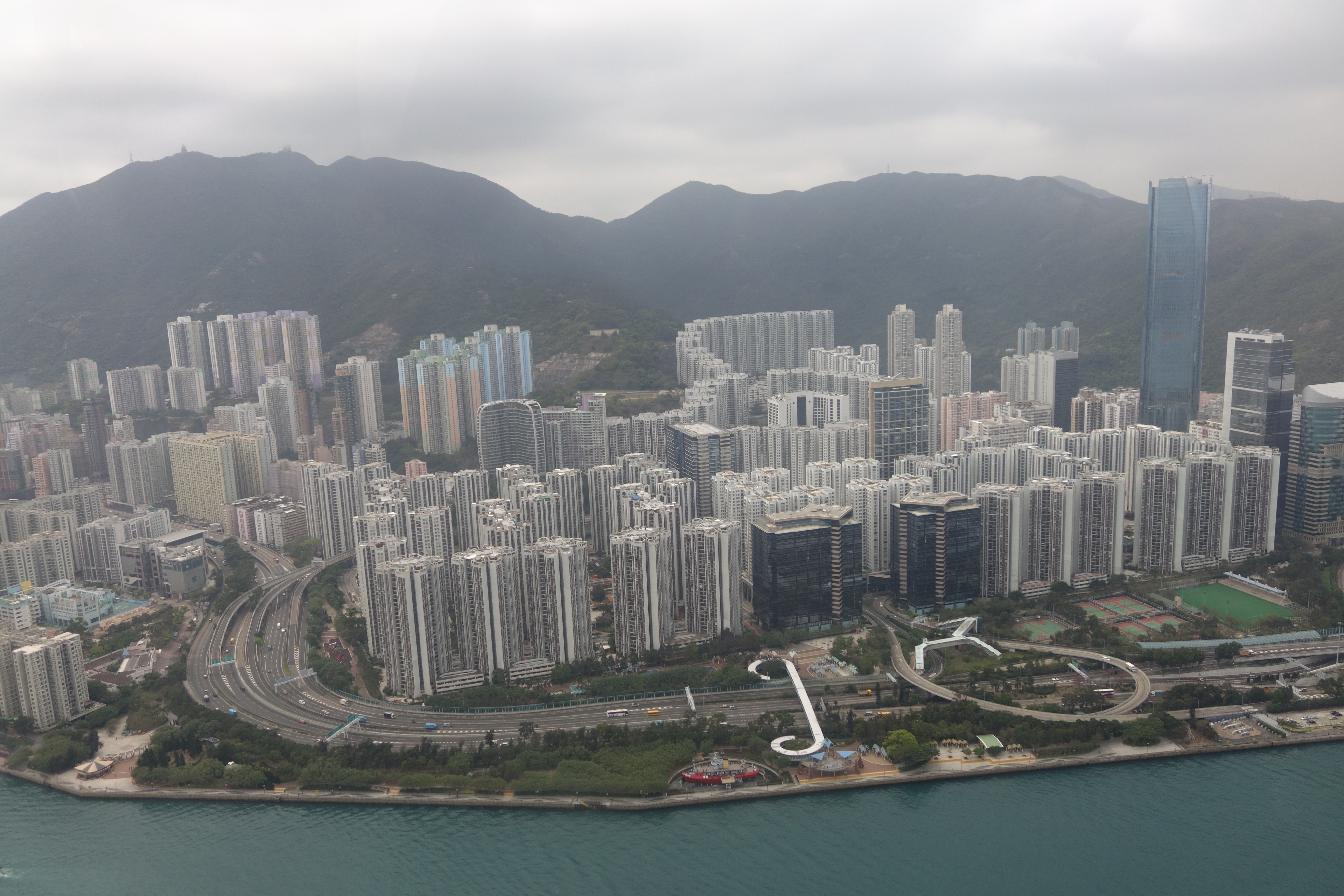
Visuale aerea di una porzione di Taikoo Shing di Quarry Bay, One Island East l'edificio più alto nella foto e il Monte Parker è sullo sfondo

Quarry Bay (鰂魚涌) è un'area sottostante al Monte Parker nel Distretto Orientale di Hong Kong.
La porzione occidentale dell'area era conosciuta anche come Lai Chi (麗池).
Tradizionalmente era una sia residenziale che industriale, negli ultimi 20 anni invece sono incrementati gli edifici adibiti ad uso commerciale.

## Edifici residenziali
- Bedford Gardens
- The Floridian
- Healthy Village Estate
- Kings View Court
- Kornhill, e Kornhill Gardens
- Model Housing Estate
- Monster Building
- The Orchards
- Parkvale
- Sunway Gardens
- Taikoo Shing
- Wah Shun Garden
- Westlands Court
- Westlands Garden
- Yick Fat Building

## Edifici commerciali
- Taikoo Place - inclusi:
  - Devon House
  - Dorset House
  - PCCW Tower
  - Warwick House
  - Cornwall House
  - Lincoln House
  - Oxford House
  - Cambridge House
  - Berkshire House
  - Taikoo Place Apartment (hotel)
  - One Island East[1]
  - One Taikoo Place (Complete in 2018)
  - Two Taikoo Place (Complete in 2021)
- Cityplaza
  - Cityplaza Phase 1
  - EAST, Hong Kong (hotel)
  - Cityplaza Phase 3
  - Cityplaza Phase 4
- 1025 King's Road
- 1063, King's Road
- Prosperity Millennia Plaza

## Galleria d'immagini

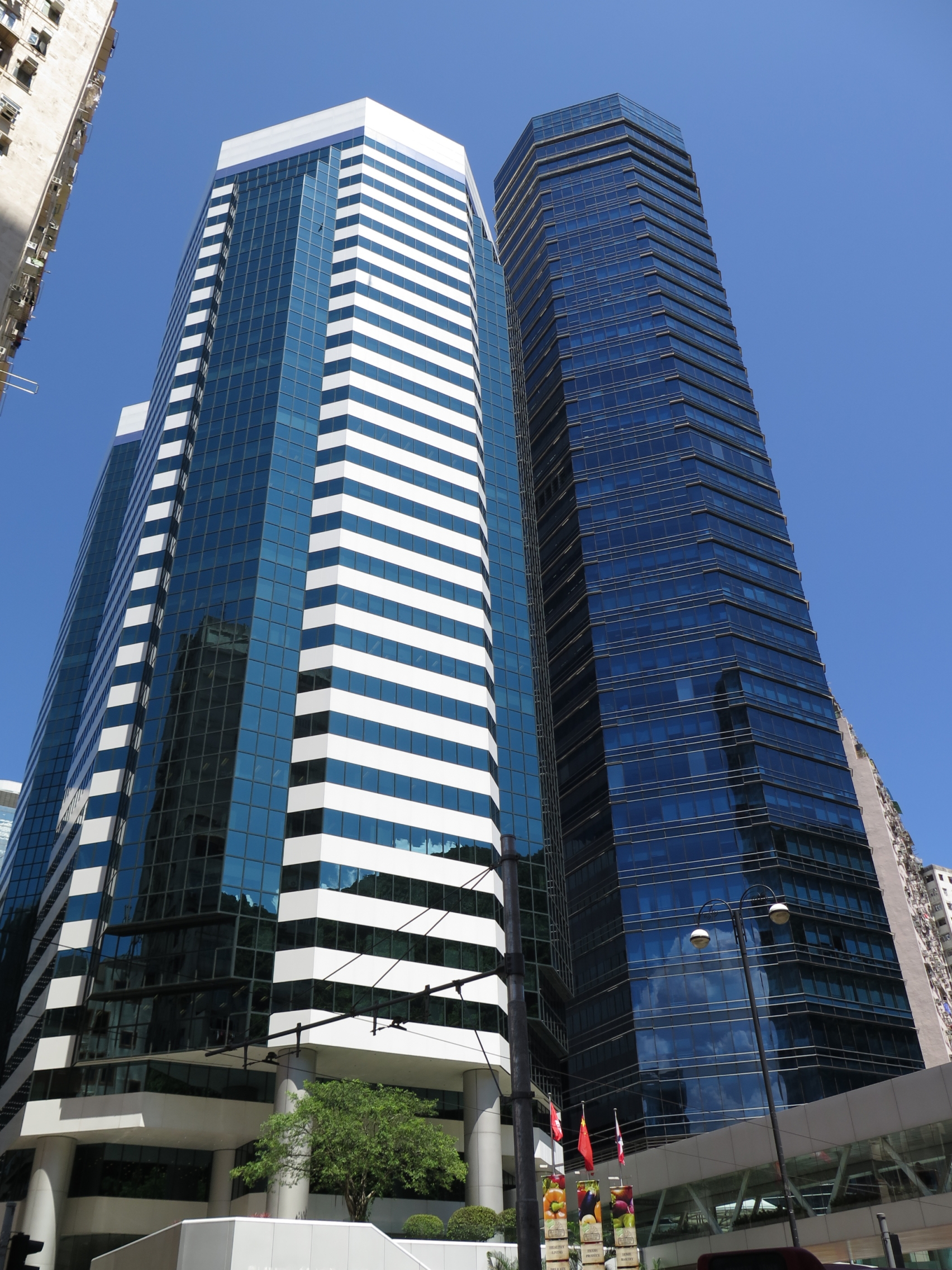
Ingresso nel Taikoo Place lungo la via Sugar House Street
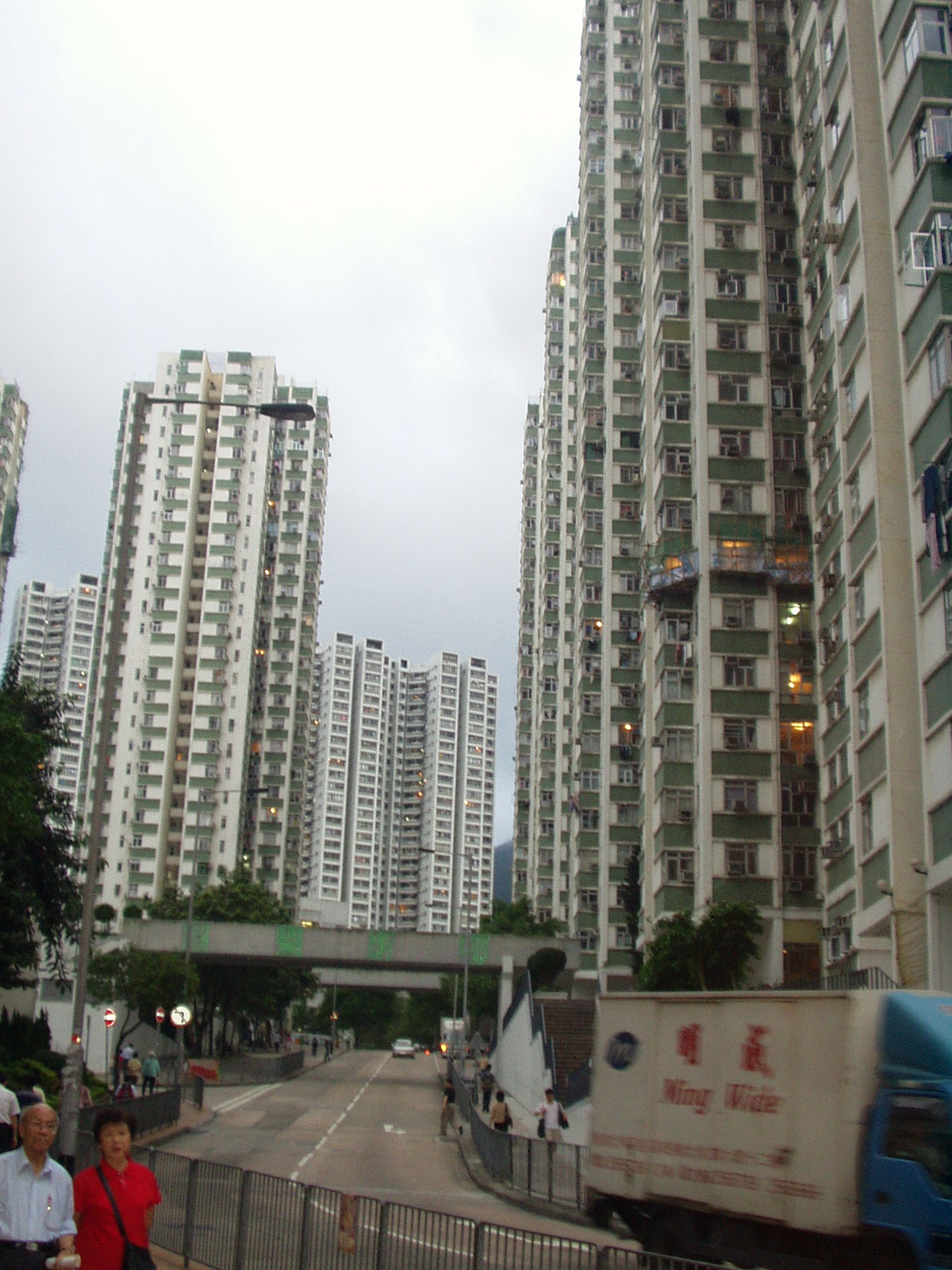
Nan Fung Sun Chuen, a private housing estate in Quarry Bay
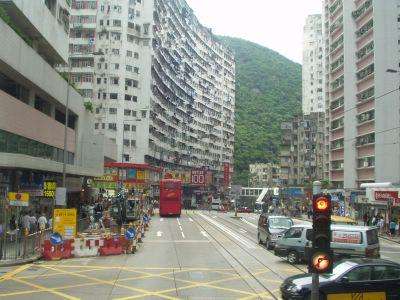
Una sezione di King's Road a Quarry Bay
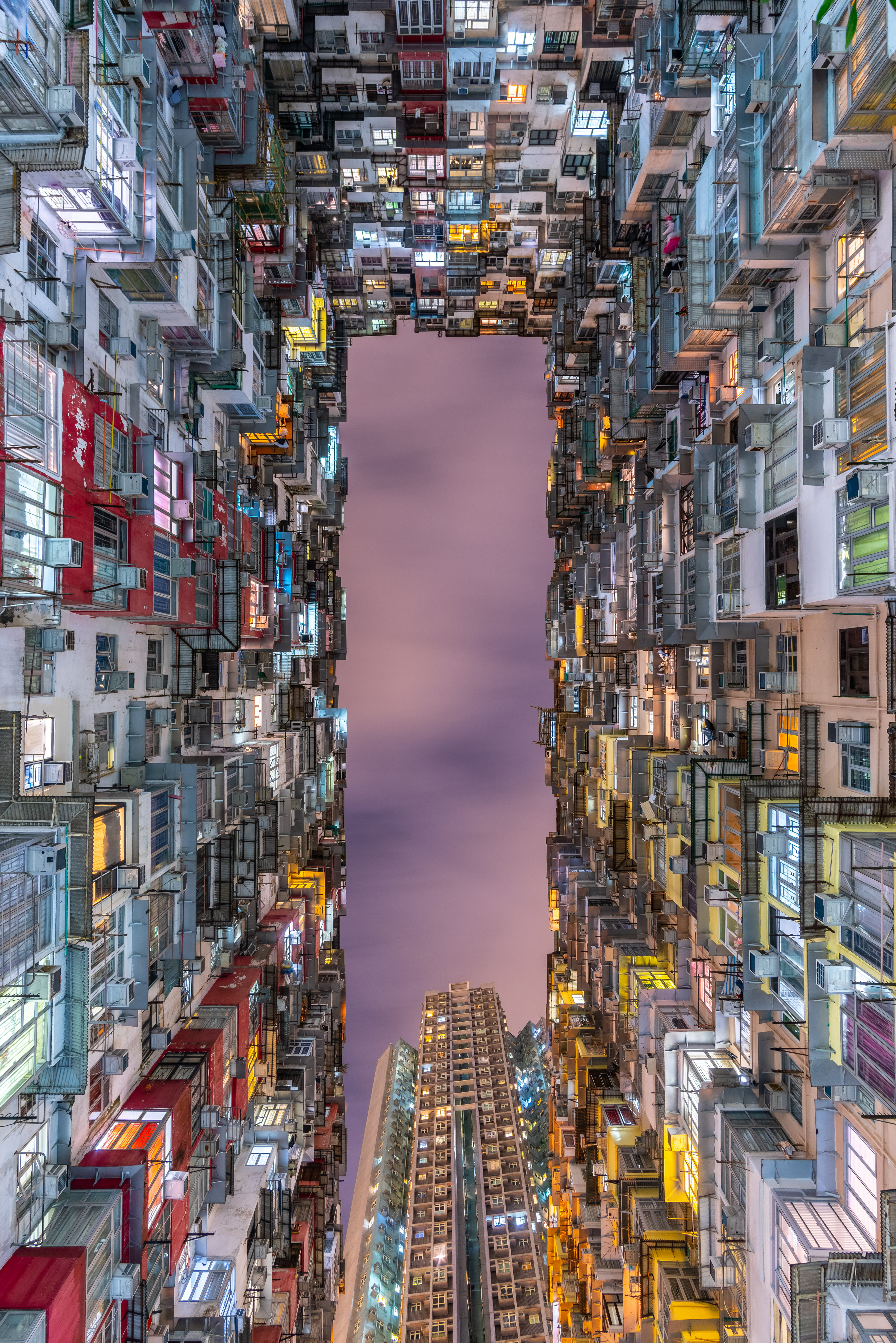
Veduta verso l'alto del Monster Building